# George Engleheart

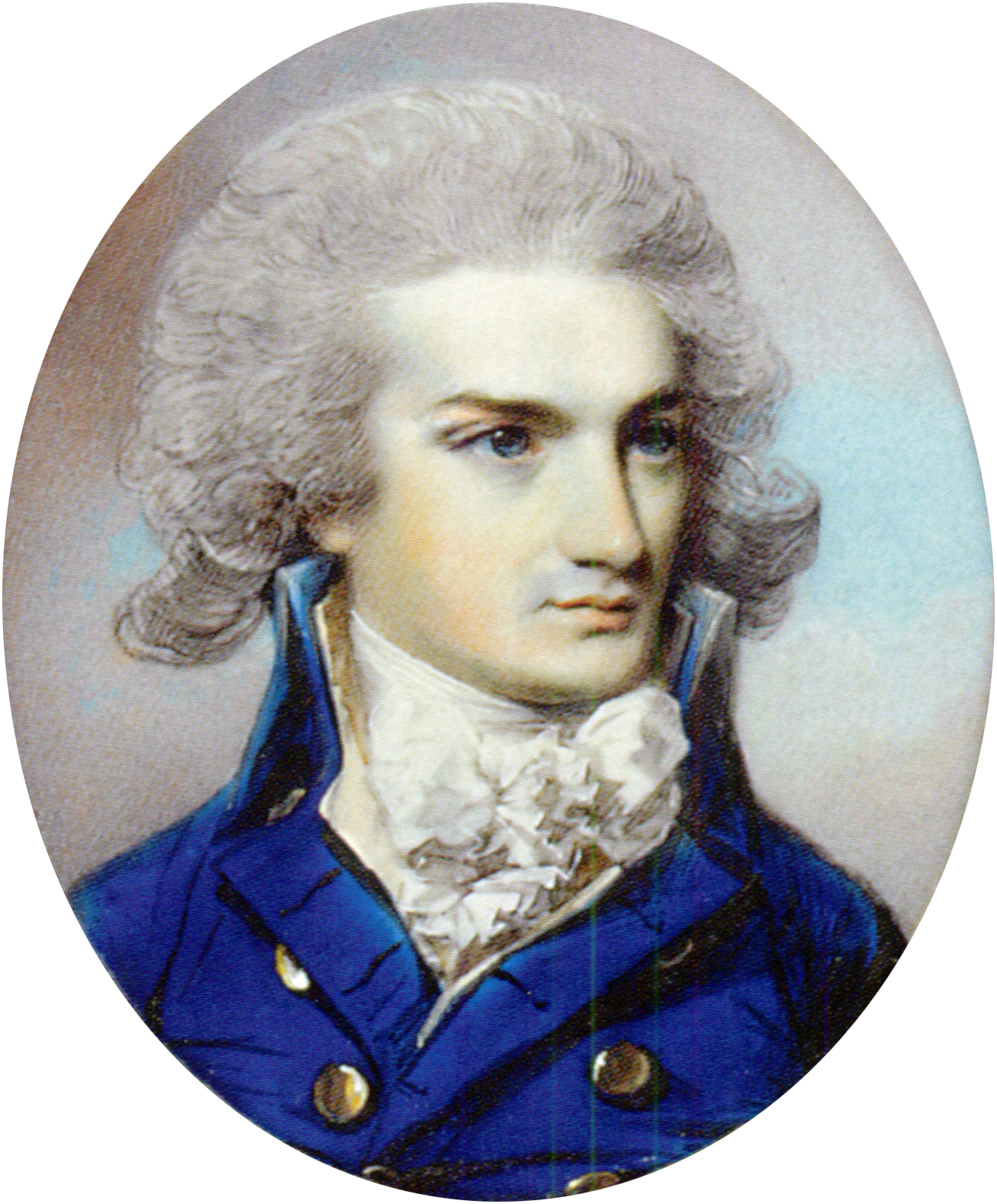
George Engleheart, Robert Gibbons

George Engleheart (* Oktober 1752 in Kew; † 1829 in Blackheath) war ein Miniaturenmaler und stand damit in direktem Wettbewerb zu Richard Cosway, einem der einflussreichsten englischen Maler des 18. Jahrhunderts.

## Leben
Engleheart lernte sein Handwerk unter George Barret und später unter Joshua Reynolds. Er begann seine Arbeit im Jahr 1773 mit einer Ausstellung an der Royal Academy of Arts.
Als er 1813 seine Arbeit beendete, hinterließ er ein Auftrags-Buch, in welchem er alle seine Aufträge genau aufgelistet hatte – 4.853 Miniaturen in 39 Jahren. So malte er allein König George III. fünfundzwanzig Mal. Seine Arbeiten sind üblicherweise signiert mit „E“ oder „G.E“.
Er starb 1829 in Blackheath und wurde in Kew begraben.